# Hamupipőke (Rossini)
A Hamupipőke (olaszul La Cenerentola, ossia La bontà in trionfo) Gioachino Rossini kétfelvonásos operája. Szövegkönyvét Jacopo Ferretti írta az azonos című mese alapján. Ősbemutatójára 1817. január 25-én került sor a római Teatro Valléban. Magyarországon először 1942-ben mutatták be. Noha Rossini sokat kölcsönzött saját korábbi, Az újság című operájából, a kompozíció kiforrottsága miatt a Hamupipőke Rossini legismertebb és legnépszerűbb művei közé tartozik A sevillai borbély után.

## Szereplők
| Szereplő                            | Hangfekvés            |
| ----------------------------------- | --------------------- |
| Angelina, a Hamupipőke              | alt vagy mezzoszoprán |
| Ramiro herceg                       | tenor                 |
| Dandini, a herceg inasa             | bariton               |
| Alidoro, a herceg nevelője          | basszus               |
| Don Magnifico, Angelina mostohaapja | basszus               |
| Clorinda, Don Magnifico leánya      | szoprán               |
| Tisbe, Don Magnifico leánya         | mezzoszoprán          |
| Udvaroncok.                         |                       |

## Keletkezése, fogadtatása
Rossini még 1816 tavaszán ígéretet tett a római Teatro Valle igazgatójának, Pietro Cartoninak, hogy a december végén kezdődő idényre egy új operát ír  a számára. Az új opera, a Hamupipőke egy hónap csúszással készült el, bár Rossini szokott hihetetlen tempójában írta a művet. A librettót Jacopo Ferretti írta, a közismert mesén kívül kortárs feldolgozásokra is támaszkodva (így például Stefano Pavesi: Agatina, o la virtù premiata és Nicolò Isouard: Cendrillon című operái). Rossini kikötötte, hogy minden fantasztikus elemet mellőzni kell a cselekményből. A 1817. január 25-i bemutatón a darab megbukott, ám Rossini megjósolta a mű későbbi sikerét: "Még a szezon vége előtt népszerű lesz Rómában, egy év múlva egész Itáliában, két éven belül Franciaországban és Angliában. Impresszáriók, sőt mit több, primadonnák fognak versengeni érte." Az opera valóban népszerű lett, egy időben talán a Sevillai borbélyt is túlszárnyalta ismertségben. Később eltűnt a repertoárból (némelyek szerint a szereposztás nehézségei miatt), ám a 20. század végén reneszánsza lett: számos felvétele készült, egy kimutatás szerint a 11. leggyakrabban játszott opera az Amerikai Egyesült Államokban.

## Cselekmény
Helyszín: Olaszország
Idő: 18. század második fele

### Első felvonás
Don Magnificónak két lánya van, Clorinda és Tisbe, valamint egy mostohalánya, Angelina, akit Hamupipőkének csúfolnak, mert cselédsorban tartják. Magnifico, aki teljesen elszegényedett, gazdag kérőkről álmodozik lányai számára. Ramiro herceg asszonyt keres, és háztűznézőbe a nevelőjét, Alidorót küldi. A koldusnak öltözött Alidoro próbára teszi Magnifico lányait, de csak Hamupipőkénél talál kedvességre. Álruhában a herceg is felkeresi Magnifico házát, ahol azonnal szerelmes lesz Angelinába, a két nővér viszont a hercegi ruhába öltöztetett Dandinit rajongja körül. Ramiro meghívót küld a bálra, de Magnifico megtiltja Hamupipőkének, hogy ő is elmenjen. Miután elvonulnak a bálba, megérkezik Alidoro, pompás ruhát ajándékoz az otthon maradt lánynak és elviszi a bálba.

### Második felvonás
Don Magnifico lányai örülnek, hogy sikerült meghódítaniuk a herceg szívét, de Dandini visszaváltozik szolgává. Eközben Ramiro szerelmet vall a közben megérkezett Hamupipőkének. A lány karkötőt ad a hercegnek: ha valóban szereti, keresse meg a párját. Dandini elárulja az igazságot Magnificónak és lányainak, akik csalódottan és bosszúsan hazavonulnak. Ramiro, immár hercegi öltözetben, ellátogat Magnifico házába, ahol megtalálja Hamupipőke karkötőjének a párját és nőül veszi a lányt. A csalódott lányok és apjuk elátkozzák a herceget és Angelinát. A herceg meg akarja büntetni őket, de a lány kegyelmet kér.

## Híres áriák
- Una volta c'era un re - Angelina canzonéja (első felvonás, második felvonás)
- Miei rampolli femminini – Don Magnifico cavatinája (első felvonás)
- Come un ape nei giorni d'aprile - Dandini kavatinája (első felvonás)
- Si, ritrovarla io giuro – Ramiro áriája (második felvonás)
- Questo è un nodo avvilupato – szextett (második felvonás)
- Nacqui all'affano…Non piu mesta – Angelina rondója (második felvonás)

## Hangszerelés
Rossini partitúrája a következő hangszereket írja elő: 
- 2 fuvola (pikkolók is) , 2 oboa, 2 klarinét, 2 fagott
- 2 kürt, 2 trombita, 3 harsona
- vonósok

A recitativókhoz: 
- zongora (cselló vagy nagybőgő ad libitum)

## Fontosabb felvételei
- 1963 - Giulietta Simionato (Cenerentola), Sesto Bruscantini (Dandini), Ugo Benelli (Ramiro), Paolo Montarsolo (Magnifico); a Firenzei Maggio Musicale Ének- és Zenekara, vezényel Oliviero De Fabritiis
- 1971 - Teresa Berganza (Cenerentola), Paolo Montarsolo (Don Magnifico), Renato Capecchi (Dandini), Luis Alva (Ramiro), Ugo Trama (Alidoro); Skót Opera Kórusa, Londoni Szimfonikus Zenekar, vezényel Claudio Abbado. (Claudio Abbado később több alkalommal is lemezre vette az operát, ez volt Abbado legelső operafelvétele.)
- 1980 - Lucia Valentini Terrani (Cenerentola), Paolo Montarsolo (Don Magnifico), Domenico Trimarchi (Dandini), Francisco Araiza (Ramiro), Alessandro Corbelli (Alidoro); A Kelet-német Rádió Kórusa,  Cappella Coloniensis, vezényel Gabriele Ferro
- 1990 - Agní Bálca (Cenerentola), Ruggero Raimondi (Don Magnifico), Simone Alaimo (Dandini), Francisco Araiza (Ramiro), John del Carlo (Alidoro); Academy of St. Martin-in-the-Fields, vezényel Sir Neville Marriner
- 1993 - Cecilia Bartoli (Cenerentola), Enzo Dara (Don Magnifico), Alessandro Corbelli (Dandini), William Matteuzzi (Ramiro), Michele Pertusi (Alidoro); A Teatro Comunale di Bologna Ének- és Zenekara, vezényel Riccardo Chailly
- 1993 - Jennifer Larmore (Cenerentola), Alessandro Corbelli (Don Magnifico),  Gino Quilico (Dandini), Raul Gimenez (Ramiro), Alistair Miles (Alidoro),  a Covent Garden Ének- és Zenekara, vezényel Carlo Rizzi
- 2001 - Sonia Ganassi (Cenerentola), Bruno Praticò (Don Magnifico), Roberto De Candia (Dandini), Juan Diego Florez (Ramiro), Nicola Ulivieri (Alidoro); A Teatro Comunale di Bologna Ének- és Zenekara, vezényel Carlo Rizzi

DVD-n hozzáférhető Jean-Pierre Ponelle klasszikus rendezése, a főbb szerepekben Frederica von Stade (Angelina), Francisco Araiza (Ramiro), Paolo Montarsolo (Don Magnifico), Claudio Desderi (Dandini), vezényel Claudio Abbado. Ponelle 1973 óta futó Scala-rendezését rögzítette filmre 1981-ben a tökéletesség szándékával: ez a verzió azóta referenciapont lett a Hamupipőke előadások számára.
Cecilia Bartoli játssza a címszerepet azon a DVD-n, amely egy bolognai előadás Houstonban előadott változatát rögzíti 1995-ből, Enzo Dara (Don Magnifico), Alessandro Corbelli (Dandini), Michele Pertusi (Alidoro), Raul Giménez (Don Ramiro) játsszák a főbb szerepeket, Bruno Campanella vezényel.